# 'Ndrina Iannazzo
La 'ndrina Iannazzo è una cosca malavitosa o 'ndrina della 'ndrangheta calabrese, della zona di Lamezia Terme alleata dei Giampà e Cannizzaro-Daponte

## Storia

### Anni 2000 - La faida di Lamezia Terme
Nel 2000 scoppia una faida (faida di Lamezia Terme) che si trascina ancora oggi tra i Torcasio-Gualtieri-Cerra e gli Iannazzo-Giampà.
La faida ha prodotto decine di omicidi e vari tentati omicidi e la vittoria dello schieramento dei Iannazzo. I Iannazzo sarebbero coinvolti anche nei subappalti del riammondernamento dell'Autostrada A3 Salerno-Reggio Calabria nella loro area di influenza, il lametino.
- 5 giugno 2008 - Operazione Effetto Domino contro gli Anello-Fruci, i Cerra-Torcasio-Gualtieri, gli Iannazzo e i Passafaro[4][5][6][7].

### Anni 2010
- Il 19 novembre 2012 gli imprenditori di un'azienda di Lamezia Terme, forse legati agli Iannazzo vengono indagati per turbativa d'asta e corruzione con l'aggravante di metodi mafiosi a Dueville in provincia di Vicenza[8].
- Il 14 maggio 2015 si conclude l'operazione Andromeda vengono arrestate 32 persone tra cui l'imprenditore Franco Perri, titolare del più grande centro commerciale della provincia di Catanzaro: "I due mari", viene ricostruito l'omicidio del presunto boss Antonio Torcasio del 23 maggio 2003 e il tentato omicidio contro Vincenzo Torcasio ad opera degli Iannazzo e dei Cannizzaro-Daponte. Viene fatta luce anche sulla pace tra gli Iannazzo-Giampà ed i Torcasio-Gualtieri grazie alla mediazione di clan del reggino[9].
- Il 21 marzo 2016 si conclude l'operazione Nettuno della Guardia di Finanza che porta al sequestro di beni del valore di 500 milioni di euro riconducibili ad affiliati degli Iannazzo e tra cui il centro commerciale dei due Mari di Maida (CZ), l'ipermercato Midway di Lamezia Terme. Questi di proprietà dell'imprenditore Francesco Perri, accusato di essere effettivamente sodale con il capocosca Vincenzino Iannazzo[10].
- Il 12 novembre 2018 si conclude l'operazione Quinta Bolgia della Direzione distrettuale antimafia di Catanzaro che porta a 24 ordinanze di custodia cautelare per la cosca degli Iannazzo-Daponte-Cannizzaro e Giampà che fanno riferimento a Vincenzo Torcasio ma anche per due esponenti politici: il consigliere di Lamezia Terme Luigi Muraca e l'ex deputato Giuseppe Galati (deputato dal 1996 al 2018) e alcuni dirigenti comunali. Sarebbero accusati di essersi inseriti illecitamente nella gestione delle ambulanze, delle onoranze funebri e della fornitura di materiale sanitario dell'azienda sanitaria provinciale[11][12].
- Il 19 febbraio 2020 il Pubblico Ministero richiede l'archiviazione per Galati e il Gip di Catanzaro proscioglie l'ex parlamentare. L'archiviazione attesta, dunque, l'estraneità di Galati nella vicenda che ha coinvolto l'Asp di Catanzaro[13].

### Anni 2020
Il 23 febbraio 2022 vengono sequestrati beni per 800 milioni di euro ai tre fratelli Perri, presunti esponenti degli Iannazzo.

## Membri
- Vincenzo Iannazzo (1954-2021), presunto boss.

## Alleati
- Cannizzaro-Daponte
- Pagliuso
- Giampà
- De Luca
- Dattilo